# ジョン・ポーレット (第3代ポーレット男爵)
第3代ポーレット男爵ジョン・ポーレット（英語: John Poulett, 3rd Baron Poulett、1641年頃 – 1679年6月）は、イングランド王国の貴族。

## 生涯
第2代ポーレット男爵ジョン・ポーレットとキャサリン・ヴィアー（初代ティルベリーのヴィアー男爵ホレス・ヴィアーの娘）の長男として生まれた。父が1655年と1656年に王党派の陰謀に加担したことで国外に逃亡したとき、父と一緒に海外に渡った。
1662年の補欠選挙でサマセット選挙区から出馬して庶民院議員に当選したものの、あまり活動的ではなく、1665年9月15日に父が死去すると、ポーレット男爵の爵位を継承した。以降は貴族院で宮廷を支持する投票をした。
1674年から1679年までドーセット統監を務めた。
1679年7月に死去、一人息子ジョンが爵位を継承した。

## 家族
1663年8月17日、エセックス・ポパム（Essex Popham、アレクサンダー・ポパムの長女）と結婚、2女をもうけた。
- キャサリン - 初代レンスター男爵ウィリアム・フェルマー（英語版）と結婚
- レティシア（1666年ごろ – 1734年4月25日） - 第4代準男爵ウィリアム・モンソン（英語版）と結婚

その後、スーザン・ハーバート（第5代ペンブルック伯爵フィリップ・ハーバートの娘）と再婚、1男をもうけた。
- ジョン（1668年 – 1743年） - 初代ポーレット伯爵